# Ismo Villa
Ismo Jooseppi Villa (Rauma, 8 novembre 1954 – 18 novembre 2014) è stato un hockeista su ghiaccio finlandese.
Nella sua carriera ha vestito lungamente (1971-1982 e 1985-1988) la maglia della principale squadra della sua città, il Lukko Rauma, con cui aveva giocato anche a livello giovanile.
Nel mezzo avea giocato per tre stagioni con la maglia dell'Ässät. Ha chiuso poi la carriera in serie minori.
Con la nazionale maggiore ha disputato i XIII Giochi olimpici invernali, chiusi al quarto posto.